# Eduardo Casanova
Eduardo Reina Valdehita, conocido artísticamente como Eduardo Casanova (Madrid, 24 de marzo de 1991), es un actor, guionista y director español. Es principalmente conocido por el público gracias a ser Fidel Martínez González en la serie de televisión Aída. 

## Biografía
Empezó a trabajar como actor a los doce años. En 2005, con tan solo catorce años, formó parte de la serie de comedia Aída, emitida en Telecinco hasta 2014. Casanova interpretó a Fidel Martínez, el hijo de Chema (Pepe Viyuela) y su primera esposa Marisa (Lola Dueñas). En la primera temporada de la serie vemos cómo el joven se instala en el ficticio barrio de Esperanza Sur con su padre. Por su inteligencia y sus aficiones, no acaba de encajar en el barrio. En la quinta temporada, el personaje se declara abiertamente gay delante de su familia y amigos.

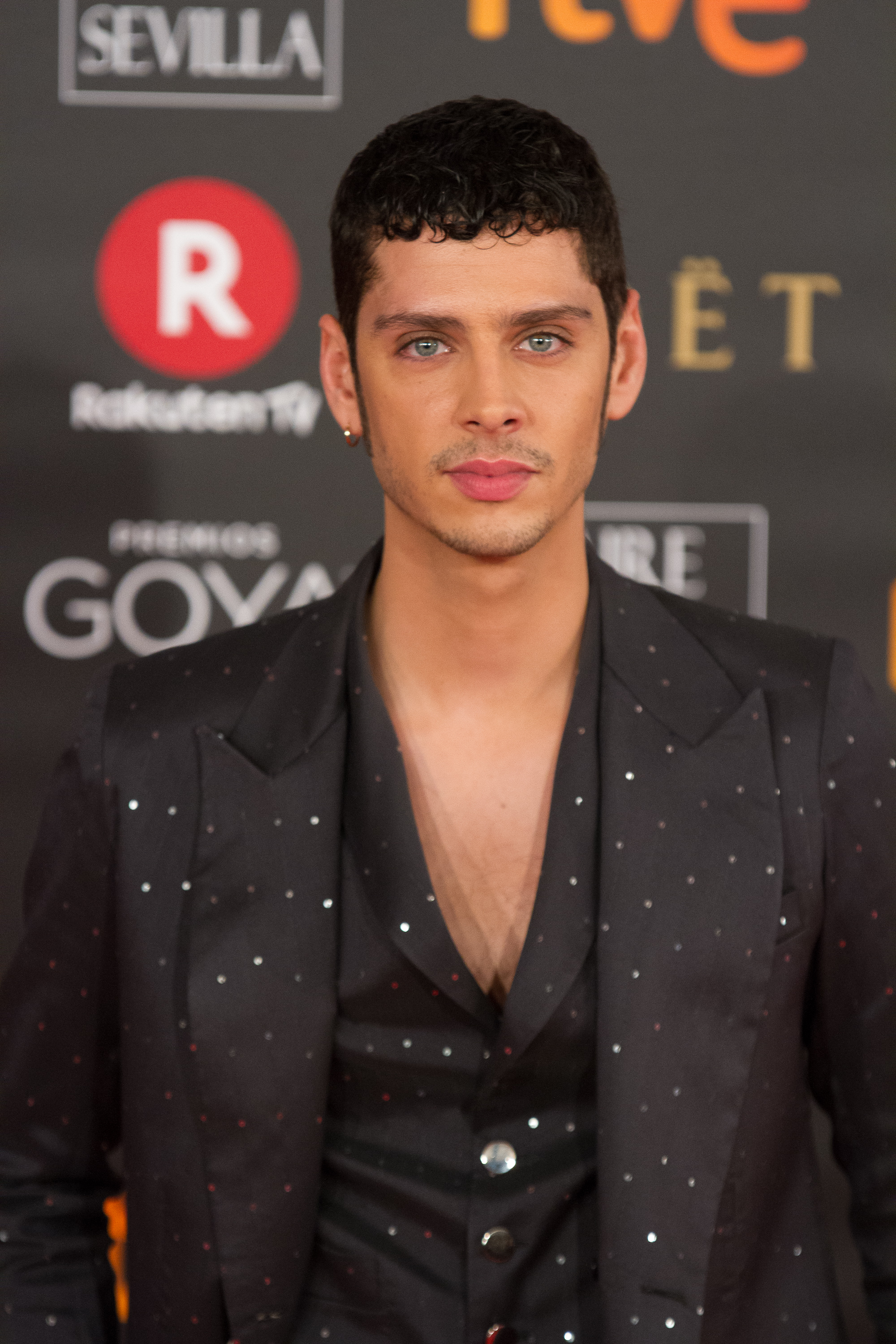
Eduardo Casanova en los Premios Goya de 2018

En 2007 se subió a las tablas para participar en la obra Diario de una pulga y en El principito, montaje en el que estuvo trabajando hasta 2008. En 2011 volvió al teatro para participar en el montaje The Hole, un espectáculo que ha recibido críticas muy positivas por parte de la crítica y el público.
En 2011 participó en la película de Álex de la Iglesia La chispa de la vida, con José Mota y Salma Hayek. Ese año, con tan solo 19 años, escribió y dirigió su primer corto: Ansiedad, que cuenta en su elenco con nombres como Ana Polvorosa y Secun de la Rosa. Por dicho cortometraje consiguió una distinción en el Festival de cine El Novelísimo de Hervás.
En 2012 interpretó a Tomás en la película Del lado del verano, segundo largometraje de la actriz y directora Antonia San Juan. También ese año dirigió los cortos Fumando espero y Amor de madre; este último protagonizado por Ana Polvorosa.
Durante el año 2013 estuvo participando en la obra de teatro Adiós, presidente, adiós dirigida por Anna R. Costa.
El año 2014 significó el final de una etapa para Casanova, que se despidió de uno de sus personajes estrella: Fidel de la serie Aída. Además, volvió a ponerse detrás de las cámaras para dirigir a Macarena Gómez y Gonzalo Kindelán en el cortometraje La hora del baño, un proyecto que se financió mediante crowdfunding.
En 2015 se incorporó a la segunda temporada de la serie Gym Tony, emitida en Cuatro. En ella interpretó a Chencho, un chico de clase alta que llegó al gimnasio para convertirse en un rebelde y dejar atrás su faceta de niño pijo. En agosto de 2015 se anunció que no participaría en la tercera temporada. También tuvo un papel secundario en la película de Álex de la Iglesia Mi gran noche. En cuanto a su faceta como director, estrenó el cortometraje Eat my shit, que estuvo protagonizado por la actriz Ana Polvorosa.
En 2016 volvió a la televisión para participar como estrella invitada en las series Web Therapy del canal de Movistar #0, y Paquita Salas de Flooxer. Además formó parte del elenco de la película La sexta alumna de Benja de la Rosa y dirigió los cortometrajes Fidel, estrenado un día después de la muerte del líder cubano Fidel Castro, y Jamás me echarás de ti. Ese mismo año, dirigió su primer largometraje Pieles, en el que cuenta con actores y actrices de la talla de Candela Peña, Macarena Gómez, Ana Polvorosa, Secun de la Rosa, Carmen Machi y Jon Kortajarena entre otros. El filme narra diversas historias cruzadas sobre personas con deformidades físicas que tienen problemas para encajar en la sociedad. La película tuvo un presupuesto de 1.000.000€ y se estrenó simultáneamente en Netflix y en cines, recaudando en salas  81.179€ La película ha sido producida por Álex de la Iglesia, Carolina Bang y Kiko Martínez.
En febrero de 2017 participó en la sección oficial Panorama de la Berlinale. en marzo en el Festival de cine de Málaga y en junio de 2017 se estrenó en las salas de cine de España. También, estrenó la película de Álvaro Díaz Lorenzo Señor, dame paciencia en la que interpreta a Carlos, el hijo menor de la familia protagonista.
En agosto de 2025 estrenó la miniserie Silencio en la 78ª edición del Festival de Cine de Locarno.

## Filmografía

### Cine
| Año  | Película                                      | Personaje   | Director/a          |
| ---- | --------------------------------------------- | ----------- | ------------------- |
| 2007 | Chuecatown                                    | Sandro      | Juan Flahn          |
| 2011 | La chispa de la vida                          | Lorenzo     | Álex de la Iglesia  |
| 2012 | Del lado del verano                           | Tomás       | Antonia San Juan    |
| 2015 | Mi gran noche                                 | Maquillador | Álex de la Iglesia  |
| 2016 | La sexta alumna                               | Presentador | Benja de la Rosa    |
| 2017 | Señor, dame paciencia                         | Carlos      | Álvaro Díaz Lorenzo |
| 2020 | The mystery of the pink flamingo (documental) | Él mismo    | Javier Polo Gandía  |
| 2023 | La novia de América                           | Chema       | Alfonso Albacete    |
| 2024 | Al Margen                                     | Moisés      | Eduardo Casanova    |

### Televisión
| Año         | Título                                 | Personaje               | Cadena    | Notas         |
| ----------- | -------------------------------------- | ----------------------- | --------- | ------------- |
| 2005 - 2014 | Aída                                   | Fidel Martínez González | Telecinco | 219 episodios |
| 2010        | Farmacia de guardia: la última guardia | Novio de Yaiza          | Antena 3  | Telefilme     |
| 2015        | Gym Tony                               | Chencho                 | Cuatro    | 105 episodios |
| 2016        | Web Therapy                            | F.L.                    | #0        | 1 episodio    |
| 2016        | Paquita Salas                          | Él mismo                | Netflix   | 1 episodio    |
| 2017 - 2018 | Dorien                                 | Josep                   | Playz     | 3 episodios   |
| 2018        | Arde Madrid                            | Cameo                   | Movistar+ | 1 episodio    |
| 2019        | La casa de las flores                  | Vecino de Paulina       | Netflix   | 2 episodios   |
| 2020        | Alguien tiene que morir                | Carlos                  | Netflix   | 3 episodios   |
| 2021        | Érase una vez... pero ya no            | Taxista                 | Netflix   | 2 episodios   |
| 2022        | Fanático                               | Marcos                  | Netflix   | 3 episodios   |

#### Concursos de televisión
| Año  | Título                           | Cadena | Puesto        |
| ---- | -------------------------------- | ------ | ------------- |
| 2023 | MasterChef Celebrity 8           | La 1   | 8.º expulsado |
| 2025 | Maestros de la costura Celebrity | La 1   | 8.º expulsado |
| 2026 | DecoMasters                      | La 1   | TBA           |

### Teatro
| Año         | Obra                     | Director/a         |
| ----------- | ------------------------ | ------------------ |
| 2007        | Diario de una pulga      | Luis Piedrahíta    |
| 2007 - 2008 | El principito            | Pablo Ramos Escola |
| 2011        | The Hole                 | Paco León          |
| 2013        | Adiós, presidente, adiós | Anna R. Costa      |

## Director

### Cortometraje
| Año  | Título                 | Notas |
| ---- | ---------------------- | --- |
| 2011 | Ansiedad               | |
| 2012 | Fumando espero         | |
| 2012 | Amor de madre          | |
| 2014 | La hora del baño       | |
| 2015 | Eat my shit            | |
| 2015 | La misma piel          | |
| 2016 | Fidel                  | |
| 2016 | Jamás me echarás de ti | |
| 2018 | Lo siento mi amor      | Ganador de los Premios Fugaz al cortometraje español 2019 a mejor vestuario y mejor maquillaje y peluquería; nominado también a mejor dirección de arte y mejores efectos visuales |
| 2022 | Sexilio                | |

### Videoclips
| Año  | Título          | Artista            |
| ---- | --------------- | ------------------ |
| 2014 | Otro día más    | SMS                |
| 2015 | Llora           | Carmen Hierbabuena |
| 2018 | Cuando me miras | C. Tangana         |
| 2020 | Las montañas    | Delaporte          |
| 2020 | Duele           | Tini Stoessel      |
| 2021 | Turro           | Tini Stoessel      |
| 2021 | Toro de cristal | Alfred García      |

### Largometraje
| Año  | Título    | Notas | Premios                                                                              |
| ---- | --------- | --- | ------------------------------------------------------------------------------------ |
| 2017 | Pieles    | Seleccionado para participar en la Berlinale                                                                         | Premio jurado joven a la mejor película de sección oficial - Festival de Málaga 2017 |
| 2022 | La piedad | Seleccionado para el Festival de Sitges                                                                              | Premio especial del jurado, sección «Proxima» - Festival Karlovy Vary 2022           |
| 2025 | Silencio  | La miniserie se estrenó en la 78ª edición del Festival de Cine de Locarno durante los días 6 y 16 de agosto de 2025. |                                                                                      |